# Sindelfingen
Sindelfingen er en by i Tyskland i delstaten Baden-Württemberg med omkring 60.000 indbyggere. Byen ligger cirka 15 km sydvest for Stuttgart.
Byen grænser til Böblingen, Stuttgart og Leonberg, og byen glider faktisk i et med Böblingen. Floden Schwippe har sit udspring i Sindelfingen. I nord ligger naturreservatet Glemswald.
Økonomien i byen er hovedsagelig baseret på bilindustrien, særligt fabrikken Daimler AG og kontorene til Smart. I middelalderen lå der et væveri i byen, og i dag står modeindustrien stadig stærkt her.

## Historie
Sindelfingen blev først nævnt i skriftlige kilder i 1155, men selve byen blev grundlagt i 1263 af grev Rudolf von Tübingen-Herrenberg. I 1535 blev byen protestantisk som følge af reformationen.

## Eksterne links
- Wikimedia Commons har flere filer relateret til Sindelfingen